# 신윤기
신윤기(辛允基, 1957년 3월 23일 ~ 1999년 9월 12일)는 대한민국의 전 축구 선수이자 축구 감독이다. 감독으로서는 특유의 성실함과 선수단을 장악하는 능력 및 경기 정보를 파악하고 분석하는 것에 능했던 것으로 평가되었으며, 조직력에 중점을 두어 짜임새 있는 공격 축구를 선호했던 것으로 알려져 있다.

## 축구인 경력

### 선수
경상남도 고성군 출신으로 범일초등학교, 부산중앙중학교, 영남상업고등학교를 거쳤으며, 1975년 전국우수고교축구대회에서 감투상을 수상하였다. 이후 1976년 1월 15일 서울시청 축구단이 정식으로 창단하자 원년 멤버로 합류했으며, 1977년 전국실업축구연맹전에서 여러 차례 득점을 기록했으나 팀은 결승 진출에 실패하였다. 하지만 그 해 허리 부상으로 인해 2년동안 병원에서 부상 회복에 전념했으며, 1979년 선수로 다시 복귀하였으나 후유증으로 정상적인 선수 생활을 하지 못했다. 그 뒤 1980년 대한민국 국가대표팀 이원화 원칙에 따라 만들어진 국가대표 B팀인 충무팀에 포함되어 대통령배 국제축구대회와 메르데카 국제축구대회에 참가했으며, 1982년 팀의 전국축구선수권대회 우승에 일조하였다.
이후 1982년 12월 17일 유공 코끼리가 정식으로 창단하자 원년 멤버로 입단에 합의했으며, 1983년 슈퍼리그 당시 포항제철 축구단과의 경기에서 팀의 선제골에 관여하는 등의 활약을 하였다. 그 뒤 같은 해 대통령배 국제축구대회에 출전하였으나 팀은 PSV 에인트호번과 가나 대표팀에 이어 3위를 기록해 토너먼트 진출에는 실패했으며, 1984년 선수 은퇴를 선언하였다.

### 지도자
은퇴 이후 1985년부터 서울시청 축구단에서 코치로 활동했으며, 1985년 방글라데시에서 개최된 프레지던트 골드컵에 팀의 일원으로 참여해 팀의 우승에 공헌하였다. 이후 1986년 박종환 감독과 함께 팀의 전국축구선수권대회 우승을 이끌어 지도자 코치상을 수상했으며, 1989년 김수덕 감독을 보좌하며 팀의 전국실업축구연맹전 후기 리그 우승을 견인한 뒤 지도자 코치상을 수상하였다. 그 뒤 1990년 팀이 타이완에서 개최되는 '차이니스컵'에 출전하자 팀의 코치로 참가했으며, 1992년 한국실업축구연맹의 이사로 선임되었다. 또한 1994년 한국실업축구연맹에서 조직한 '실업 선발팀'의 코치로 임명되어 오스트레일리아에서 치러진 '실업친선축구대회'에 나섰으며, 그 해 서울시청의 감독으로 승격되어 팀을 지휘하였다. 그리고 1996년 1월 17일 강원도 춘천시를 연고로 하는 한일생명 축구단이 창단하자 원년 감독으로 합류했으며, 전국축구선수권대회 및 전국실업축구연맹전 등에서 좋은 성적을 거둔 것에 대한 공로로 1998년 '강원도 축구인의 밤' 행사에서 감사패를 수여받았다.
이후 1999년 팀이 해체되자 K리그 최초로 운용되는 부산 대우 로얄즈의 스카우트로 임명되어 임중용 등을 영입하기도 했으며, 그 해 대한축구협회의 기술위원으로 선임되었다. 또한 1999년 6월 이차만이 총감독으로 승격되어 감독이 공석이 되자 대행을 맡았으며, 데뷔전에서 첫 승을 올리며 좋은 출발을 보였으나, 얼마 뒤 천안 일화 천마와의 2연전에서 내리 패한 후 울산 현대 호랑이와의 경기에서도 승부차기 패배를 기록하며 3연패의 늪에 빠져 팀의 분위기가 가라앉게 되었다.

## 사망
감독 부임 후 2개월 뒤 팀 사정과 맞물려 스트레스로 인한 과로에 시달리다 위경련 및 복통을 앓았으며, 1999년 9월 10일 검진 도중 급성 백혈병 판정을 받은 뒤 합병증으로 뇌졸중 증세가 발병해 의식을 잃었다. 이후 병원에서 지속적인 치료를 받았으나 9월 12일 세상을 떠났으며, 유해는 경상남도 양산시 통도사 인근 솔밭산 공원의 묘지에 안장되었다. 그 뒤 부산 대우 로얄즈 선수들 및 관계자들은 9월 18일 있었던 부천 SK와의 K리그 경기에서 가슴에 검은 리본을 달고 나오며 조의를 표했으며, 경기 전 전광판을 통해 신윤기의 생전 모습을 방영하고 서포터즈 회원들이 추모의 글을 낭독하였다.

## 기타
서울시청 축구단에서 코치로 활동하던 시절 인천전문대학 체육학과에 진학해 학업 활동을 병행하였으며, 1995년 졸업한 뒤 중부대학교 사회체육과에 편입하였다.
부산광역시 동구에 위치한 한 정신지체장애아 복지시설의 원장과 의남매를 맺고 지속적으로 후원금을 지급하였다.
이장수와는 절친 사이이며, 안정환과는 부산 대우 로얄즈 시절 스승과 제자 사이로 인연을 쌓아 많은 영향을 주었다.

## 선수 및 지도자 기록

### 클럽
- 1976년 ~ 1982년: 서울시청 축구단
- 1983년 ~ 1984년: 유공 코끼리

### 국가대표팀
- 1980년
  - 대통령배 국제축구대회 국가대표 (B팀)
  - 메르데카 국제축구대회 국가대표 (B팀)

### 지도자
- 1985년 ~ 1993년: 서울시청 축구단 (코치)
- 1994년 ~ 1995년: 서울시청 축구단
- 1996년 ~ 1998년: 한일생명 축구단
- 1999년: 부산 대우 로얄즈 (감독 대행)

## 수상 경력

### 선수
- 서울시청 축구단
  - 전국축구선수권대회 우승 2회: 1980년, 1982년
  - 전국실업축구연맹전 우승 3회: 1978년 춘계, 1978년 춘계, 1980년 춘계
  - 전국체육대회 우승 3회: 1978년, 1979년, 1981년
- 유공 코끼리
  - 수퍼리그 준우승 1회: 1984년

### 감독
- 전국축구선수권대회
  - 우승 3회: 1986년 (코치), 1997년, 1998년
- 대통령배 전국축구대회
  - 준우승 1회: 1998년
- 전국실업축구연맹전
  - 우승 3회: 1985년 추계 (코치), 1988년 춘계 (코치), 1989년 후기 (코치)
  - 준우승 2회: 1997년 추계, 1998년 춘계
- 전국체육대회
  - 우승 1회: 1998년

### 개인
- 1986년 전국축구선수권대회 지도자 코치상
- 1989년 전국실업축구연맹전 추계 지도자 코치상